# Margopatut
Margopatut is een bestuurslaag in het regentschap Nganjuk van de provincie Oost-Java, Indonesië. Margopatut telt 8606 inwoners (volkstelling 2010).